# A Német Császárság tagállamainak listája
Ez a lista a Német Császárság tagállamait sorolja fel.

## Alkotó államok
Az egyesítés előtt a német terület 27 alkotó államból állt. Ezek királyságok, nagyhercegségek, hercegségek, fejedelemségek, szabad Hanza-városok (és egy császári terület) voltak. A szabad városok köztársaságok voltak, míg a többi állam monarchia volt. A Porosz Királyság volt a legnagyobb közülük, a császárság területének több, mint kétharmad részét adta.
Ezek az államok közül többen a Német-római Birodalom felbomlását követően váltak függetlenné, de már az 1600-as évek közepétől de facto szuverének voltak. Mások az 1815-ös bécsi kongresszus után váltak függetlenné. Sok állam egymással nem összefüggő területtel is rendelkezett, a viharos történelemnek vagy a dinasztikus kapcsolatoknak köszönhetően. Az 1866-os háború során több alkotó államot, mint a Hannoveri Királyságot, Poroszország annektált.
Minden alkotó állam küldötteket adott a szövetségi tanácsnak (Bundesrat), és egyéni kerületeken keresztül a birodalmi gyűlésnek (Reichstag) is. A birodalmi központ és a kormányzás közötti kapcsolat néha laza volt, nem is törekedtek a folyamatos fejlesztésére. A lehetséges császári beavatkozás mértéke vita része volt, mint a Lippei Fejedelemség öröklési harca is megmutatta.

### Térkép

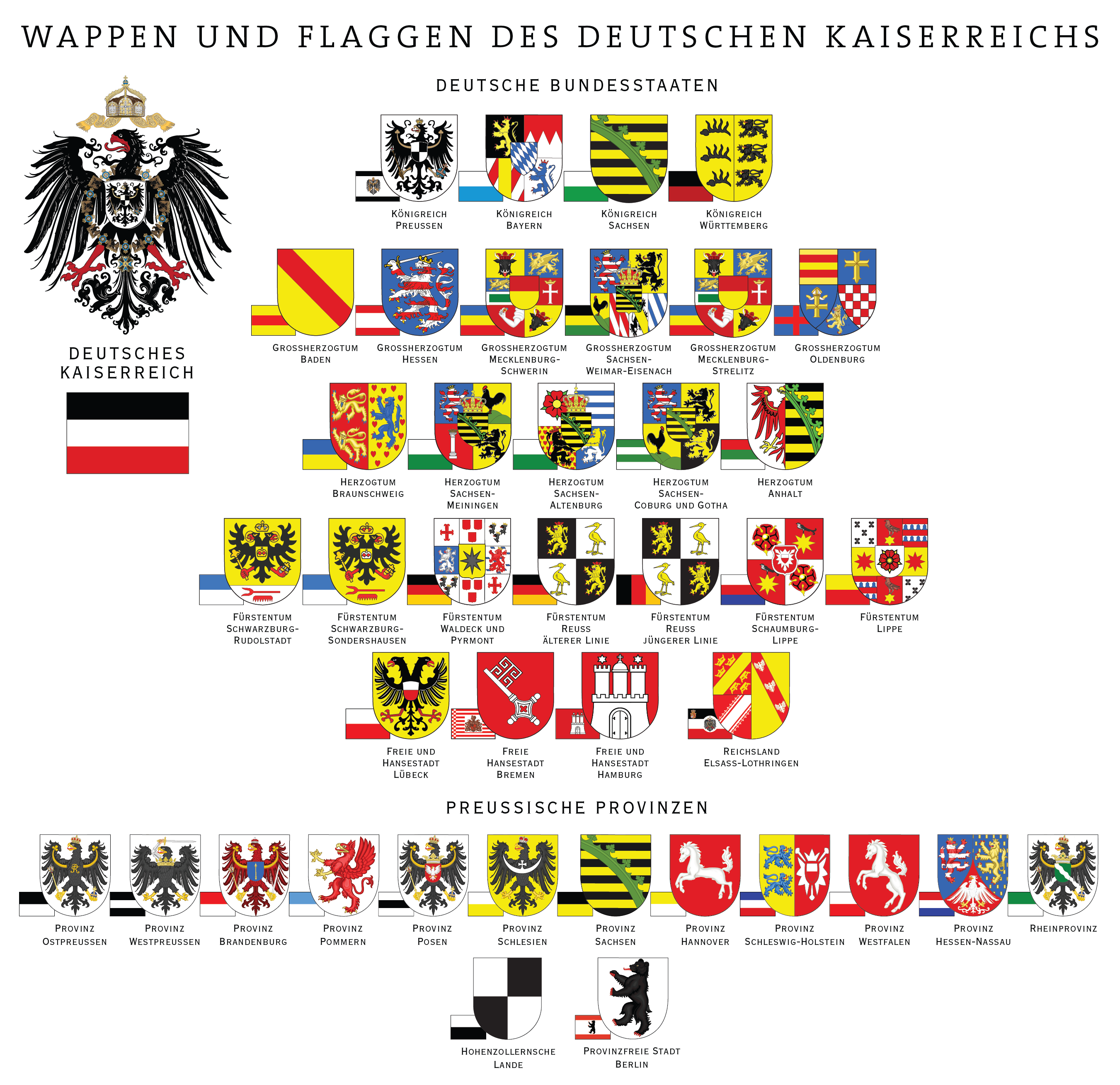
Az alkotó államok címerei és zászlói (1900-as állapot)

| Állam                                             | Állam                                           | Főváros       |
| ------------------------------------------------- | ----------------------------------------------- | ------------- |
| Királyságok (Königreiche)                         |                                                 |               |
|                                                   | Poroszország (Preußen)                          | Berlin        |
|                                                   | Bajorország (Bayern)                            | München       |
|                                                   | Szászország (Sachsen)                           | Drezda        |
|                                                   | Württemberg                                     | Stuttgart     |
| Nagyhercegségek (Großherzogtümer)                 |                                                 |               |
|                                                   | Baden                                           | Karlsruhe     |
|                                                   | Hessen                                          | Darmstadt     |
|                                                   | Mecklenburg-Schwerin                            | Schwerin      |
|                                                   | Mecklenburg-Strelitz                            | Neustrelitz   |
|                                                   | Oldenburg                                       | Oldenburg     |
|                                                   | Szász–Weimar–Eisenach (Sachsen-Weimar-Eisenach) | Weimar        |
| Hercegségek (Herzogtümer)                         |                                                 |               |
|                                                   | Anhalt                                          | Dessau        |
|                                                   | Braunschweig                                    | Braunschweig  |
|                                                   | Szász–Altenburg (Sachsen-Altenburg)             | Altenburg     |
|                                                   | Szász–Coburg–Gotha (Sachsen-Coburg und Gotha)   | Coburg        |
|                                                   | Szász–Meiningen (Sachsen-Meiningen)             | Meiningen     |
| Fejedelemségek (Fürstentümer)                     |                                                 |               |
|                                                   | Lippe                                           | Detmold       |
|                                                   | Reuss-Gera (ifjabb vonal)                       | Gera          |
|                                                   | Reuss-Greiz (idősebb vonal)                     | Greiz         |
|                                                   | Schaumburg–Lippe                                | Bückeburg     |
|                                                   | Schwarzburg–Rudolstad                           | Rudolstadt    |
|                                                   | Schwarzburg–Sondershausen                       | Sondershausen |
|                                                   | Waldeck–Pyrmont                                 | Arolsen       |
| Szabad-, és Hanza-városok (Freie und Hansestädte) |                                                 |               |
|                                                   | Bréma                                           |               |
|                                                   | Hamburg                                         |               |
|                                                   | Lübeck                                          |               |
| Császári területek (Reichsländer)                 |                                                 |               |
|                                                   | Elzász-Lotaringia (Elsass-Lothringen)           | Straßburg     |

### Historiográfia
- Berghahn, Volker Rolf. "Structure and Agency in Wilhelmine Germany: The history of the German Empire, Past, present and Future," in Annika Mombauer and Wilhelm Deist, eds. The Kaiser: New Research on Wilhelm II's Role in Imperial Germany (2003) pp 281–93, historiography
- Chickering, Roger, ed. Imperial Germany: A Historiographical Companion (1996), 552pp; 18 essays by specialists
- Dickinson, Edward Ross. "The German Empire: an Empire?" History Workshop Journal Issue 66, (2008. ősz) online a Project MUSE keretein belülProject MUSE, útmutatóval a legújabb kutatásokhoz
- Eley, Geoff, and James Retallack, "Introduction" in Geoff Eley and James Retallack, eds. Wilhelminism and Its Legacies: German Modernities, Imperialism, and the Meanings of Reform, 1890–1930 (2004) online változat
- Jefferies, Matthew. Contesting the German Empire 1871 – 1918 (2008) részlet és kereshető szöveg
- Müller, Sven Oliver, and Cornelius Torp, ed. Imperial Germany Revisited: Continuing Debates and New Perspectives (2011)
- Reagin, Nancy R. "Recent Work on German National Identity: Regional? Imperial? Gendered? Imaginary?" Central European History (2004) v 37, pp 273–289 doi:10.1163/156916104323121483

### Elsődleges források
- Vizetelly, Henry. Berlin Under the New Empire: Its Institutions, Inhabitants, Industry, Monuments, Museums, Social Life, Manners, and Amusements  (2 vol. London, 1879) 2. kiadás online
- Ravenstein atlasza a Német Császársághoz